# Dynastie Hồng Bàng

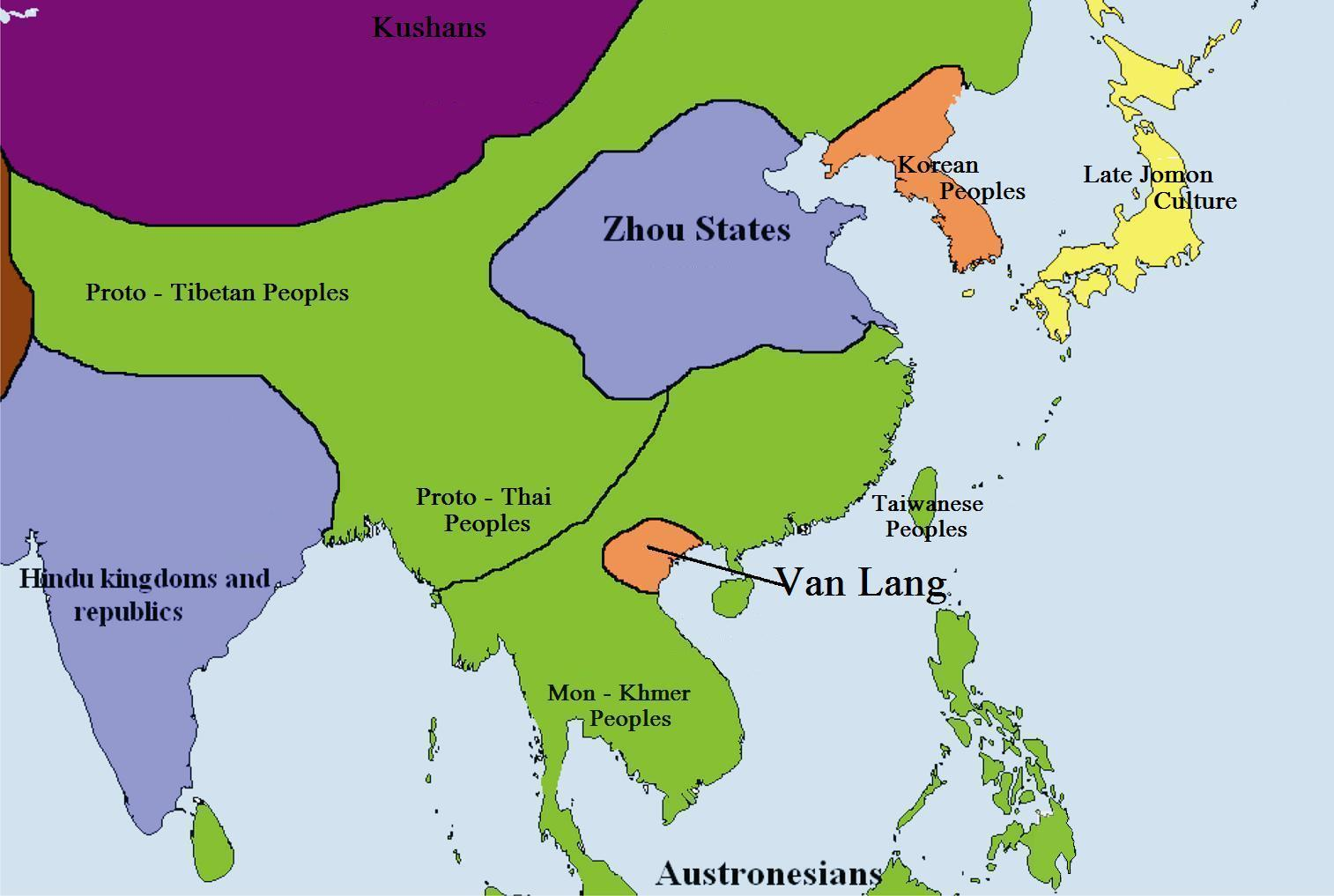
Carte du Viêt Nam (alors Văn Lang) au Ve siècle AEC.

La dynastie Hồng Bàng, également connue sous le nom de dynastie Lạc, aurait été la première dynastie à régner sur le Viêt Nam (alors connu sous le nom de Văn Lang) pendant près de 2 000 ans, jusqu'au IIIe siècle avant l'ère commune (AEC) (période de l'âge du bronze).
La période Hồng Bàng (en vietnamien : thời kỳ Hồng Bàng), également appelée dynastie Hồng Bàng, est une période légendaire et semi-mythique de l'histoire du Viêt Nam. Elle s'étendrait ainsi depuis le début du règne de Kinh Dương Vương (Hùng Vương) sur l'état de Văn Lang (initialement appelé Xích Quỷ) en 2879 AEC jusqu'à la conquête de l'état par An Dương Vương en 258 AEC.
La chronique vietnamienne du XVe siècle Đại Việt sử ký toàn thư (« Histoire complète du Đại Việt ») affirme que la période commence avec Kinh Dương Vương, premier roi Hùng (vietnamien : Hùng Vương), titre utilisé dans de nombreuses études modernes sur les dirigeants vietnamiens de cette période. Le roi Hùng était le monarque absolu du pays et, du moins en théorie, exerçait un contrôle complet sur la terre et ses ressources. Le Đại Việt sử ký toàn thư rapporte également que la capitale était Phong Châu dans la province actuelle de Phú Thọ. Ce territoire était limité à l'Est par la mer de Chine méridionale, à l'Ouest par le Ba Thục (actuel Sichuan), au Nord par le lac Dongting (Hunan) et au Sud par le Champā.
À cette époque, la population vit principalement le long du delta du fleuve Rouge et l'économie est principalement basée sur la culture du riz.

## Dénominations

### Hồng Bàng
Le nom vietnamien est la prononciation sino-vietnamienne des caractères "鴻 龐" en chinois attribués à cette dynastie dans les premières histoires écrites sur l'histoire du Vietnam ancien. Ces caractères évoquent un oiseau géant mythique.

### Văn Lang
Le linguiste français Michel Ferlus (2009) inclut Văn Lang (Chinois archaïque: ZS (en) *mɯn-raːŋ; B&S (en) *mə[n]-C.rˤaŋ) dans la famille de mots *-ra:ŋ "être humain, personne" d'ethononymes d'Asie du Sud-Est, dans trois familles linguistiques : austroasiatique, sino-tibétain, austronésien, ainsi que : 
- L'ethnonyme Maleng d'un peuple viétique vivant au Vietnam et au Laos; Ferlus suggère que Vietic * m.leŋ est la «forme tardive iambique» de * m.ra: ŋ.
- Un royaume au nord d'aujourd'hui-Cambodge, chinois: 堂 明, Táng-míng, dans Sānguózhì et plus tard Dào-míng 道 明 dans les documents Tang ;
- Un royaume soumis par Jayavarman II au VIIIe siècle, connu sous le nom de Maleṅ [məlɨə̆ŋ] en pré-angkorien et Malyaṅ [məlɨə̆ŋ] en khmer angkorien ; le nom du royaume est phonétiquement lié à Maleng, mais ne peut rien en conclure.
- L'ethnonyme မြန်မာ Mraṅmā (1342); en transcription chinoise 木 浪: OC * moːɡ-raːŋs → MC * muk̚-lɑŋᴴ → Mandarin Mù-làng.
- Malais * ʔuʀaŋ "être humain, personne".
- Il existe également un étymon Proto-Mon-Khmer phonétiquement similaire: * t₂nra: ŋ "homme, mâle"[6].

La plus ancienne mention historique de Văn Lang, cependant, venait d'être enregistrée dans un document de la dynastie Tang du VIIe siècle au IXe siècle sur la région de Phong Châu (Phú Thọ).

## Histoire

### Pré-dynastique
Le Vietnam, un pays situé le long de la côte orientale de l'Asie du Sud-Est continentale, a eu une histoire longue et mouvementée. [9] Le peuple vietnamien représente une fusion de races, de langues et de cultures, dont les éléments sont encore en cours de tri par les ethnologues, les linguistes et les archéologues. La langue vietnamienne fournit quelques indices sur le mélange culturel du peuple vietnamien.
La région maintenant connue sous le nom de Vietnam est habitée depuis l'époque paléolithique, certains sites archéologiques de la province de Thanh Hóa remontant à environ un demi-million d'années. Les peuples préhistoriques vivaient continuellement dans des grottes locales depuis environ 6 000 ans AEC, jusqu'à ce que des cultures matérielles plus avancées se développent. Certaines grottes sont connues pour avoir abrité de nombreuses générations de premiers humains. Comme le nord du Vietnam était un endroit avec des montagnes, des forêts et des rivières, le nombre d'habitants a augmenté entre 5000 et 3000 AEC.

## «Histoire» légendaire

### Le premier roi Hùng (vers 2879 AEC)
Pendant quelques milliers d'années à la fin de l'âge de pierre, les populations se sont développées et se sont répandues dans toutes les régions du Vietnam. La plupart des anciens habitants vivaient près des rivières Hồng (rouge), Cả et Mã. Les tribus vietnamiennes étaient les tribus principales à cette époque. Leur territoire comprenait les terres du sud de la Chine actuelle jusqu'aux rives de la rivière Hồng au nord du Vietnam. Des siècles de développement d'une civilisation et d'une économie basées sur la culture du riz irrigué ont encouragé le développement des États tribaux et des villages.
La légende décrit un événement politique important qui s'est produit lorsque Lộc Tục est arrivé au pouvoir vers 2879 AEC.Il a renforcé les autres tribus et a réussi à regrouper tous les États vassaux (ou communautés autonomes) de son territoire en une nation unifiée. Lộc Tục s'est proclamé Kinh Dương Vương et a appelé sa nation nouvellement née Xích Quỷ. Lộc Tục a inauguré le premier régime monarchique ainsi que la première famille dirigeante par héritage dans l'histoire du Vietnam. Il est considéré comme l'ancêtre des rois Hùng, comme le père fondateur du Vietnam et comme un héros culturel vietnamien à qui l'on attribue le fait d'avoir appris à son peuple à cultiver le riz.

### Hồng Bàng initial (vers 2879 - vers 1913 AEC)
Comme le pouvoir a été transmis aux héritiers mâles du roi Hùng, Kinh Dương Vương a été remplacé par son fils Lạc Long Quân, qui a fondé la deuxième dynastie des rois Hùng en c. 2793 av. J.-C.
À partir de la troisième dynastie Hùng depuis c. 2524 AEC, le royaume est rebaptisé Văn Lang et la capitale est établie à Phong Châu (dans le Việt Trì moderne, Phú Thọ) à la jonction de trois rivières où le delta du fleuve Rouge commence au pied des montagnes.
La preuve que les Vietnamiens savaient calculer le calendrier lunaire en sculptant sur des pierres remonte à 2200-2000 av. J.-C. Des lignes parallèles ont été gravées sur les outils en pierre comme instrument de comptage impliquant le calendrier lunaire.

### Hồng Bàng moyen (vers 1912 - vers 1055 AEC)
Après 1500 AEC, les résidents côtiers développent une société agricole sophistiquée.

### Hồng Bàng final (vers 1054 - vers 258 AEC)
L'irrigation des rizières à travers un système élaboré de canaux et de digues a commencé au sixième siècle av. J.-C. Le souverain Hùng de la dix-huitième dynastie a conduit les armées à conquérir ce qui est aujourd'hui les provinces de Nghệ An et Hà Tĩnh. Un peuple rival, le peuple proto-Cham basé dans la province actuelle de Quảng Bình, a résisté et un affrontement entre les deux parties était inévitable. Les forces Hùng ont finalement vaincu les proto-Chams, annexant cette terre.
L'époque Hồng Bàng s'est terminée au milieu du IIIe siècle av. J.-C. avec l'avènement de la conquête de Văn Lang par le chef militaire Thục Phán, détrônant le dernier roi Hùng.

### Derniers temps
Thục Phán (An Dương Vương), dirigeant des tribus voisines des hautes terres Âu Việt, renversa le dernier roi Hùng en c. 258 av. J.-C. Après avoir conquis Văn Lang, Thục Phán a uni les tribus Lạc Việt avec celles des Âu Việt pour former un nouveau royaume d'Âu Lạc, construisant sa capitale et sa citadelle, la citadelle Cổ Loa, dans le district de Dong Anh à Hanoi. 

## Membres de la dynastie
| Descendant | Titre            | Nom réel        | Date de naissance | Règne                                                                              |
| ---------- | ---------------- | --------------- | ----------------- | ---------------------------------------------------------------------------------- |
| Chi Càn    | Kinh Dương Vương | Lộc Tục         | 2919 av. J.-C.    | 2879-2794 av. J.-C.                                                                |
| Chi Khảm   | Hùng Hiền Vương  | Sùng Lãm        | 2825 av. J.-C.    | Plusieurs rois régnèrent entre 2793-2525 av. J.-C., sous le nom de Hùng Hiền Vương |
| Chi Cấn    | Hùng Quốc Vương  | Hùng Lân        | inconnue          | Plusieurs rois régnèrent entre 2524-2253 av. J.-C., sous le nom de Hùng Quốc Vương |
| Chi Chấn   | Hùng Hoa Vương   | Hùng Bửu Lang   | inconnue          | Plusieurs rois régnèrent 2254-1912 av. J.-C., sous le nom de Hùng Hoa Vương        |
| Chi Tốn    | Hùng Huy Vương   | Bảo Lang        | 2030 av. J.-C.    | Plusieurs rois régnèrent 1971-1771 av. J.-C., sous le nom de Hùng Huy Vương        |
| Chi Ly     | Hùng Hồn Vương   | Long Tiên Lang  | 1740 av. J.-C.    | 2 rois régnèrent entre 1771-1690 av. J.-C., sous le nom de Hùng Hồn Vương          |
| Chi Khôn   | Hùng Chiêu Vương | Quốc Lang       | 1702 av. J.-C.    | 5 rois régnèrent entre 1690-1490 av. J.-C., sous le nom de Hùng Chiêu Vương        |
| Chi Đoài   | Hùng Vĩ Vương    | Thừa Vân Lang   | 1466 av. J.-C.    | 5 rois régnèrent entre 1435-1335 av. J.-C., sous le nom de Hùng Vĩ Vương           |
| Chi Giáp   | Hùng Định Vương  | Chân Nhân Lang  | 1381 av. J.-C.    | 3 rois régnèrent entre 1336-1256 av. J.-C., sous le nom de Hùng Định Vương         |
| Chi Ất     | Hùng Uy Vương    | Hoàng Long Lang | 1294 av. J.-C.    | 3 rois régnèrent entre 1257-1167 av. J.-C., sous le nom de Hùng Uy Vương           |
| Chi Bính   | Hùng Trinh Vương | Hưng Đức Lang   | 1218 av. J.-C.    | 4 rois régnèrent entre 1168-1061 av. J.-C., sous le nom de Hùng Trinh Vương        |
| Chi Đinh   | Hùng Vũ Vương    | Đức Hiền Lang   | 1114 av. J.-C.    | 3 rois régnèrent entre 1062-966 av. J.-C., sous le nom de Hùng Vũ Vương            |
| Chi Mậu    | Hùng Việt Vương  | Tuấn Lang       | 990 av. J.-C.     | 5 rois régnèrent entre 967-862 av. J.-C., sous le nom de Hùng Việt Vương           |
| Chi Kỷ     | Hùng Anh Vương   | Viên Lang       | 905 av. J.-C.     | 4 rois régnèrent entre 863-779 av. J.-C., sous le nom de Hùng Anh Vương            |
| Chi Canh   | Hùng Triệu Vương | Chiêu Lang      | 745 av. J.-C.     | 3 rois régnèrent entre 780-686 av. J.-C., sous le nom de Hùng Triệu Vương          |
| Chi Tân    | Hùng Tạo Vương   | Đúc Quân Lang   | 740 av. J.-C.     | 3 rois régnèrent entre 687-595 av. J.-C., sous le nom de Hùng Tạo Vương            |
| Chi Nhâm   | Hùng Nghi Vương  | Bảo Quang Lang  | 605 av. J.-C.     | 4 rois régnèrent entre 596-336 av. J.-C., sous le nom de Hùng Nghi Vương           |
| Chi Quý    | Hùng Duệ Vương   | Huệ Lang        | 350 av. J.-C.     | 3 rois régnèrent entre 337-258 av. J.-C., sous le nom de Hùng Duệ Vương            |